# 南美賊胎鱂
南美賊胎鱂，為輻鰭魚綱鯉齒目鯉齒亞目花鳉科的其中一種，分布於南美洲巴西貝澤拉河的左側邊緣的湖面上，體長可達1.7公分，屬肉食性，生活習性不明。

## 擴展閱讀
維基物種上的相關：南美賊胎鱂